# Macuxi
Macuxi es un pueblo indígena nativo de la región entre el monte Roraima y la cuenca de los ríos Branco y Rupununi. Su idioma pertenece a la familia lingüística Caribe.
Su territorio se extiende por dos áreas ecológicamente distintas: al norte, una zona selvática dominada por sierras; y al sur, los campos de la planicie. La población se reúne en aldeas durante los meses secos del verano, pero se dispersa en pequeños grupos durante la estación lluviosa. En ese período, cada familia se traslada a vivir a los bosques de la sierra, donde subsiste con los alimentos producidos en los cultivos familiares y los recolectados en la selva serrana. 
Durante los meses de invierno, el agua de las lluvias torrenciales hace crecer los ríos y quebradas e inunda gran parte de los campos, con excepción de algunos lugares más altos en las planicies, que se convierten en pequeñas islas. Cultivan principalmente maíz, yuca, batata, ñames, banano, sandía y piña.jon 